# Delias hiemalis
Delias hiemalis is een vlindersoort uit de familie van de Pieridae (witjes), onderfamilie Pierinae.
Delias hiemalis werd in 1955 beschreven door Roepke.